# 劉存厚
劉存厚（1885年1月24日—1960年6月），字積之，男，四川省成都府簡州（今簡陽市）人，清朝及中華民國军事将领，川軍领导人之一。

## 生平

### 清末活动
劉存厚生于一个盐商家庭。1903年（光緒29年）入四川武備学堂。1907年（光緒33年）毕业後留学日本。入陸軍士官学校步兵科第6期，同期同学有孫传芳、閻錫山、唐继尧等。
1908年（光緒34年）毕业归国，获陸軍科举人。此后他投雲貴总督李经羲手下任雲南陸軍講武堂战術教官。在这一时期，他经李根源、羅佩金介绍，加入中国同盟会。
1911年（宣統3年）10月末，为呼应武昌起義，蔡鍔发动昆明重九起義，劉存厚参加了此次起义。雲南軍政府成立后，劉存厚任参謀部第1部部長。蔡鍔为支援四川省的革命派而组织了援川滇軍，劉存厚被任命为该军总参謀，随军赴四川省。此後，劉存厚离开滇军，转投四川都督尹昌衡。

### 四川的攻防战
1912年（民国元年）4月，劉存厚任川軍第4鎮統制（後改为第4師師長）。1913年（民国2年）二次革命爆发，劉存厚支持袁世凱，击败革命派的熊克武。9月，任重慶鎮守使，第4师的番号改为第2師。1915年（民国4年），任川南清乡总司令，驻瀘州。
同年12月，護国战争爆发，劉存厚支持護国軍。1916年（民国5年）1月31日，自称護国川軍总司令，发布讨伐袁世凱宣言。他支援了進攻四川省的蔡鍔護国軍第1軍，最终使四川将軍陳宧宣布独立。同年6月袁世凯死後，劉存厚再度就任川軍第2師師長。8月，经四川督軍蔡鍔推薦，劉存厚任川軍第1軍軍長。9月，蔡鍔因病就醫，北京政府命滇軍的羅佩金署任四川督軍，黔軍的戴戡署任四川省長。劉存厚為奪取四川省的統治權，與羅戴二人展开三方斗争。
1917年4月18日，羅佩金解散川軍第四師，劉存厚率兵叛變，攻擊督署，20日，北京免去羅佩金督軍職務，命令戴戡暫行兼代四川督軍，又授劉存厚将军府“崇威将军”，只是劉羅兩方未有停戰。23日，黎元洪嚴令停火。24日，劉存厚被免職。北京政府雖派王人文入川查辦，但不久總統黎元洪與總理段祺瑞為對德國宣戰一事不和，段祺瑞被黎元洪撤職，督軍團支持段祺瑞，紛紛脫離中央獨立，張勳假作到北京調停，擁宣統帝復辟，黎元洪逃入日本使館，政局大亂，無暇顧及四川。1917年（民国6年）7月中，劉存厚打敗戴戡，戴亦戰死。8月，雲南督軍唐繼堯揮兵入川為戴戡報仇，卻被劉存厚擊退。廣州護法軍政府為了招誘劉存厚，10月24日，任命他為四川督軍，可是劉卻拒絕。11月12日，北京段祺瑞政府任命劉存厚為會辦四川軍務，授予二等大綬嘉禾章。因四川督軍周道剛丟失重慶後辭職，北京政府遂于12月18日陞任劉存厚為四川督軍。
1918年2月下旬，川軍倒戈，劉存厚與省長張瀾從成都逃走，四川靖國軍總司令熊克武追趕劉存厚到川北廣元、綿陽一帶。6月初，廣元失守，劉存厚撤退到陝西省寧羌（今陕西省漢中市寧強县）。当時，劉存厚被北京政府任命为第21師师长，在寧羌设臨時的四川督軍行署，统治陝西省南部。劉存厚的残暴统治激起了当时的陝西督軍陳樹藩的愤怒。

### 支配綏定

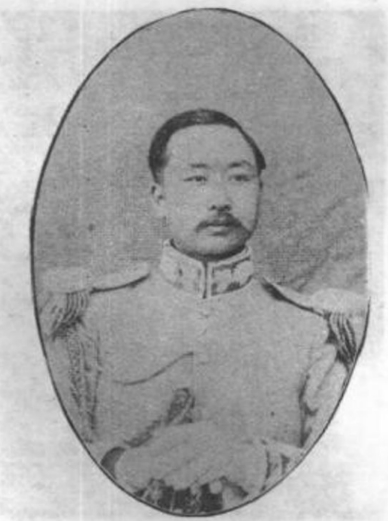
劉存厚照片

1920年（民国9年）5月，劉存厚与熊克武捐弃前嫌，联手驱逐四川省内唐継尧手下的滇军。8月，劉存厚任靖川軍总司令回到四川，熊克武攻略成都驱逐滇軍。同年12月，北京政府任命劉存厚为四川督軍，熊克武为四川省長。
但是，劉存厚对川軍軍人的统治强化，遭到川军军人反感。1921年（民国10年）2月，川軍軍人联名致電北京政府弾劾劉存厚。同年3月，在四川省内丧失支持的劉存厚表示下野，撤往寧羌。此後，劉存厚避处寧羌，企图重任四川督軍。1924年（民国13年），北京政府任命劉存厚为川陝边防督办，督办公署设在綏定（今四川省達州市達县），支配周边3个县。
1928年（民国17年）10月，劉存厚转投国民政府，任川康裁縮軍隊委員会副委員長。当时，劉存厚依然确保了綏定周边实质自治，并独立组织「興国軍」。他庇护了在北伐中敗北的吴佩孚，并就恩赦吴佩孚一事同国民政府进行了斡旋。
1933年（民国22年）5月，劉存厚被任命为第23軍軍長。10月，任四川剿共軍第6路总指揮，迎击中国工农红军。同年10月，他遭到紅軍徐向前部大败，丧失綏定，被蒋介石追究轻弃据点之责，罷免了本兼各职。此后，事实上劉存厚的軍事及政治生涯结束。劉存厚隐居成都。1949年（民国38年）逃往台湾，被任命为总統府国策顧問。
1960年6月（民国49年），劉存厚在台北逝世。享年76岁（满75歳）。